# Podarge gris
Podargus strigoides
Espèce
Statut de conservation UICN

 LC  : Préoccupation mineure
Le podarge gris (Podargus strigoides) est une espèce de podarge originaire du continent australien, de Tasmanie et accessoirement du sud de la Nouvelle-Guinée. On croit souvent qu'il s'agit d'une chouette mais il n'en a pas la puissance des griffes. On le trouve souvent dans les bois d'eucalyptus.

## Sous-espèces
D'après Alan P. Peterson, il existe trois sous-espèces :
- Podargus strigoides brachypterus Gould, 1841
- Podargus strigoides phalaenoides Latham, 1840
- Podargus strigoides strigoides (Latham, 1802)

## Description

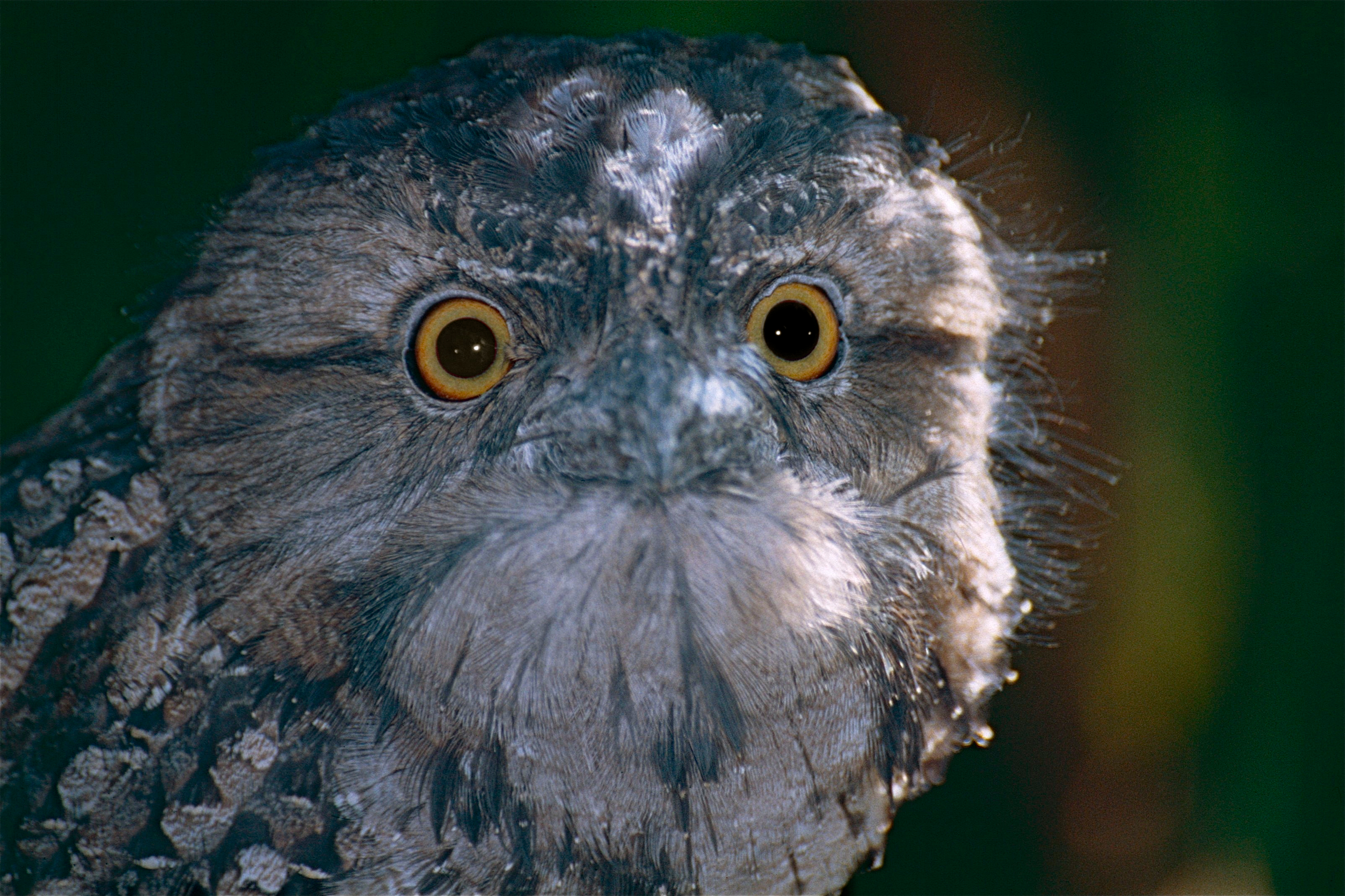
Détail de la tête

Le mâle et la femelle se ressemblent. C'est un oiseau de 35 à 50 centimètres de long, au plumage gris-argenté parsemé de taches noires et rousses, plus clair au niveau du ventre. Les yeux sont jaunes et le bec, vert foncé à noir, est entouré d'une touffe de plumes piquantes.
Le podarge gris se perche sur les branches d'un arbre pendant la journée. Son plumage gris argenté orné de stries et de taches blanches, noires et brunes lui permet de se figer dans la forme d'une branche d'arbre cassée et de devenir pratiquement invisible en plein jour. Le podarge gris choisit souvent une partie cassée d'une branche d'arbre et s'y perche avec la tête relevée à un angle aigu en utilisant son très grand et large bec pour accentuer la ressemblance. Il ne rompt la couverture que si l'on s'approche de près pour prendre son envol ou avertir les prédateurs. Lorsqu'ils sont menacés, les adultes émettent un cri d'alarme qui signale aux oisillons de rester silencieux et immobiles, s'assurant ainsi que le camouflage naturel fourni par le plumage n'est pas rompu.

## Distribution et habitat
On le trouve dans la majeure partie de l'Australie et en Tasmanie, à l'exception de l'extrême ouest du Queensland, du centre du Territoire du Nord et de la majeure partie de la plaine de Nullarbor.
On peut les trouver dans presque tous les types d'habitats, y compris les forêts et les bois, les broussailles et les landes, et les savanes. Cependant, on les voit rarement dans les forêts pluviales denses et les déserts sans arbres. Ils sont en grand nombre dans les zones peuplées de casuarinas, et on peut les trouver le long des cours d'eau si ces zones sont boisées. On a signalé qu'ils nichaient dans les parcs et les jardins arborés. Sa vaste aire de répartition comprend des zones du continent  où les températures nocturnes hivernalessont négatives ou approchent régulièrement les 0 °C, et où les étés chauds peuvent avoir des extrêmes supérieurs à 40 °C. Les températures élevées en été et basses en hiver constituent un défi thermorégulateur pour les podarges, qui se perchent toute la journée en plein air.
Des différences significatives dans l'orientation des podarges sur les branches ont été observées en hiver et en été. En été, lorsque l'intensité lumineuse est maximale, ils ont tendance à choisir des positions sur des branches qui ne sont pas exposées toute la journée à la lumière du soleil. Des tests physiologiques ont montré qu'ils sont capables de tripler leur rythme respiratoire sans avoir besoin d'ouvrir leur bec. Cependant, lorsque leur température corporelle augmente de 4 à 5°, ils commencent à haleter ; face à un stress thermique supplémentaire, les podarges gris engorgent les vaisseaux sanguins de la bouche pour augmenter le flux sanguin vers la zone buccale et produisent un mucus qui aide à refroidir l'air lorsqu'il est inhalé, et donc à refroidir le corps. Pendant l'hiver, les réserves de nourriture diminuent considérablement et les réserves de graisse corporelle ne peuvent fournir qu'un apport limité d'énergie. La torpeur permet de conserver l'énergie en ralentissant considérablement le rythme cardiaque et le métabolisme, ce qui abaisse la température corporelle ; elle diffère de l'hibernation en ce sens qu'elle ne dure que pendant des périodes relativement courtes, généralement quelques heures. La torpeur peu profonde dure plusieurs heures et est un phénomène régulier et quotidien en hiver. Les épisodes de torpeur à l'aube sont plus courts et la réduction de température peut être aussi faible que 0,5 à 1,5 °C, tandis que les épisodes de torpeur nocturne durent plusieurs heures et peuvent réduire la température corporelle jusqu'à 10 °C.

## Alimentation
Ils sont carnivores et sont considérés comme l'un des oiseaux de lutte contre les nuisibles les plus efficaces d'Australie, car leur régime alimentaire se compose en grande partie d'espèces considérées comme nuisibles ou parasites dans les maisons, les fermes et les jardins. La majeure partie de leur régime alimentaire est composée de gros insectes nocturnes, tels que les papillons de nuit, ainsi que d'araignées, vers, limaces et escargots, mais aussi d'une grande variété de coléoptères, guêpes, fourmis, mille-pattes, et de scorpions. Il se nourrit également de petits mammifères, oiseaux, et reptiles.
Pendant la journée, cet oiseau nocturne ne recherche généralement pas activement de nourriture, bien qu'il puisse rester assises avec la bouche ouverte et la refermer lorsqu'un insecte pénètre dans son corps. À l'approche du crépuscule, il recherche des proies, bondissant depuis un arbre ou un autre perchoir élevé pour prendre de gros insectes ou de petits vertébrés au sol en utilisant son bec avec une grande précision. Certaines proies plus petites, comme les papillons de nuit, peuvent être attrapées en vol. Les vols de recherche de nourriture consistent en des vols courts et rapides vers le feuillage, les branches ou dans les airs. Le podarge gris attrape ses proies avec son bec, ses pattes étant assez faibles. Il se perche à l'air libre, se servant de son camouflage pour se défendre, et construit son nid dans des fourches d'arbres, et non dans des creux d'arbres comme les hiboux. Le podarge gris a un bec large, orienté vers l'avant, qui lui permet d'attraper des insectes. Il ne consomme pas sur place les proies ramassées au sol ou en vol, à moins qu'elles ne soient très petites ; la proie capturée est maintenue dans la pointe du bec et amenée sur une branche proches Les insectes sont généralement réduits en bouillie au niveau du bord du bec avant d'être avalés, et les proies plus grosses, comme les lézards ou les souris, sont généralement tuées avant d'être consommées en étant frappées contre une branche avec une grande force.

## Reproduction

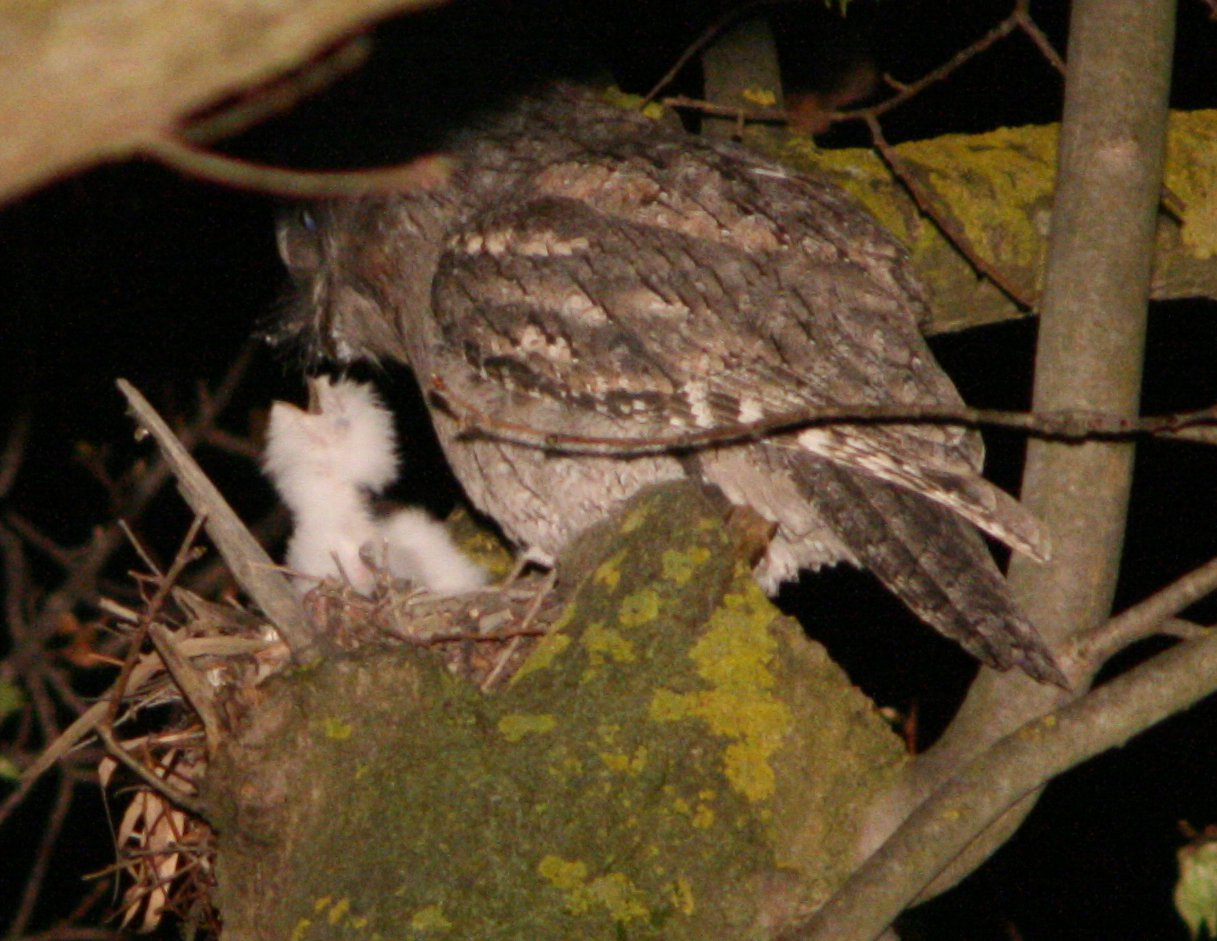
Un oisillon podarge gris de 5 jours nourri dans le nid par un adulte.

Les couples que forment cet oiseau monogame durent toute une vie, et une fois établis, restent généralement sur le même territoire pendant une décennie ou plus. L'établissement et le maintien d'un contact physique font partie intégrante de leur lien à vie. Pendant la saison de reproduction, les couples se perchent ensemble sur la même branche, leurs corps se touchant souvent. Le mâle procède au toilettage en caressant doucement le plumage de la femelle avec son bec lors de séances qui peuvent durer 10 minutes ou plus.
Il se reproduit d'août à septembre, parfois jusqu'au mois de décembre, lors du printemps austral. Dans les régions arides, la saison de reproduction est déclenchée par de fortes pluies. La femelle pond entre un et quatre œufs qu'elle dépose dans un nid fragile, fait de branchages disposés dans l'angle d'une fourche d'un tronc d'arbre. Les deux sexes se partagent l'incubation des œufs pendant la nuit, tandis que le jour, ce sont les mâles qui les couvent.
Une fois les œufs éclos, les deux parents coopèrent pour fournir de la nourriture aux oisillons, qui effectuent leur premier vol lorsqu'ils ont entre trois et cinq semaines, pendant lesquels ils développent la moitié de sa masse adulte.

## Vocalisation
Les podarges gris ont un large éventail de vocalisations qui peuvent signaler des informations sur le sexe, le territoire, la nourriture ou les prédateurs. Ils utilisent généralement des sons de faible amplitude et de basse fréquence pour communiquer, bien que certains de leurs cris d'avertissement puissent être entendus à des kilomètres à la ronde. Les oisillons émettent différents cris pour exprimer la détresse, la faim et la peur. Les oisillons, les juvéniles et les adultes utilisent tous un son que l'on pourrait assimiler à un cri d'agacement de faible amplitude destiné aux membres de la famille. Lorsqu'ils sont dérangés pendant leur repos, ils peuvent émettre un doux bourdonnement d'avertissement qui ressemble à celui d'une abeille. Ils peuvent émettre un sifflement fort et produire des claquements de bec lorsqu'ils se sentent menacés.

## Menaces
Les oiseaux indigènes, notamment les cassicans à collier et les réveilleurs, peuvent voler les œufs riches en protéines pour nourrir leurs propres petits. Les oiseaux de proie tels que les faucons ainsi que les rongeurs et les serpents grimpant aux arbres, causent également des dommages importants aux couvées en prenant les œufs et les oisillons. Dans les zones subtropicales où la nourriture est disponible tout au long de l'année, les podarges commencent parfois à couver plus tôt en hiver pour éviter le réveil des serpents après l'hibernation. Depuis 1998, un groupe de cas de maladies neurologiques est apparu chez différents individus dans la région de Sydney, causées par le parasite Angiostrongylus cantonensis, un ver pulmonaire du rat.
Les podarges gris sont confrontés à un certain nombre de menaces liées aux activités humaines et aux animaux domestiques. Ils sont souvent tués ou blessés sur les routes de campagne pendant qu'ils se nourrissent, car ils volent devant les voitures en poursuivant des insectes illuminés dans le faisceau des phares. Le défrichage à grande échelle des eucalyptus et les feux de brousse intenses sont des menaces sérieuses pour leurs populations, car ils ont tendance à ne pas se déplacer vers d'autres zones si leurs maisons sont détruites. Les chats domestiques sont les prédateurs introduits les plus importants, mais les chiens et les renards tuent aussi occasionnellement ces oiseaux. En effet, une fois au sol, elles sont lentes à reprendre leur vol et sont vulnérables aux attaques de ces prédateurs.

## Galerie

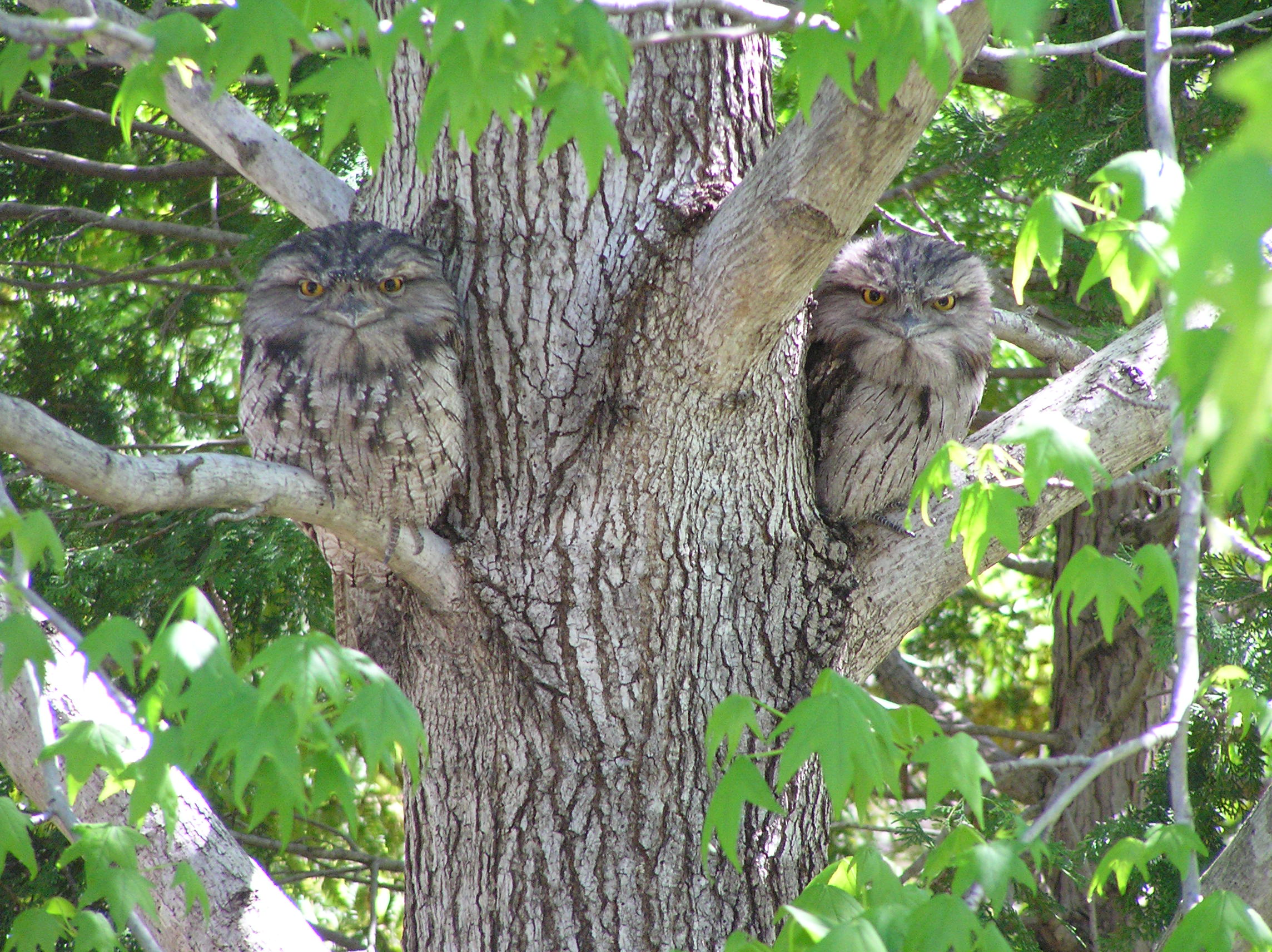
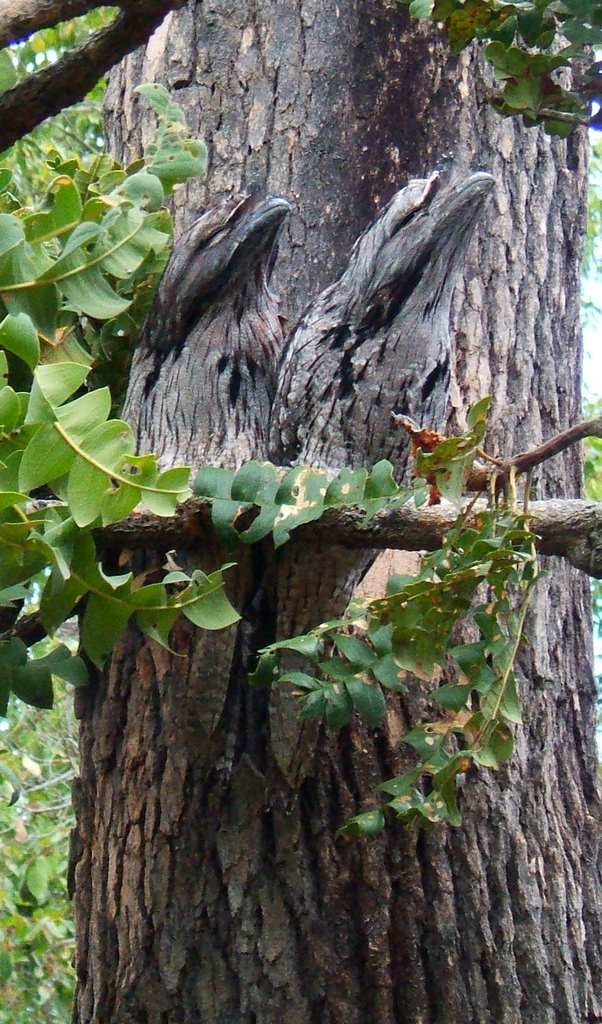
Cherchez......
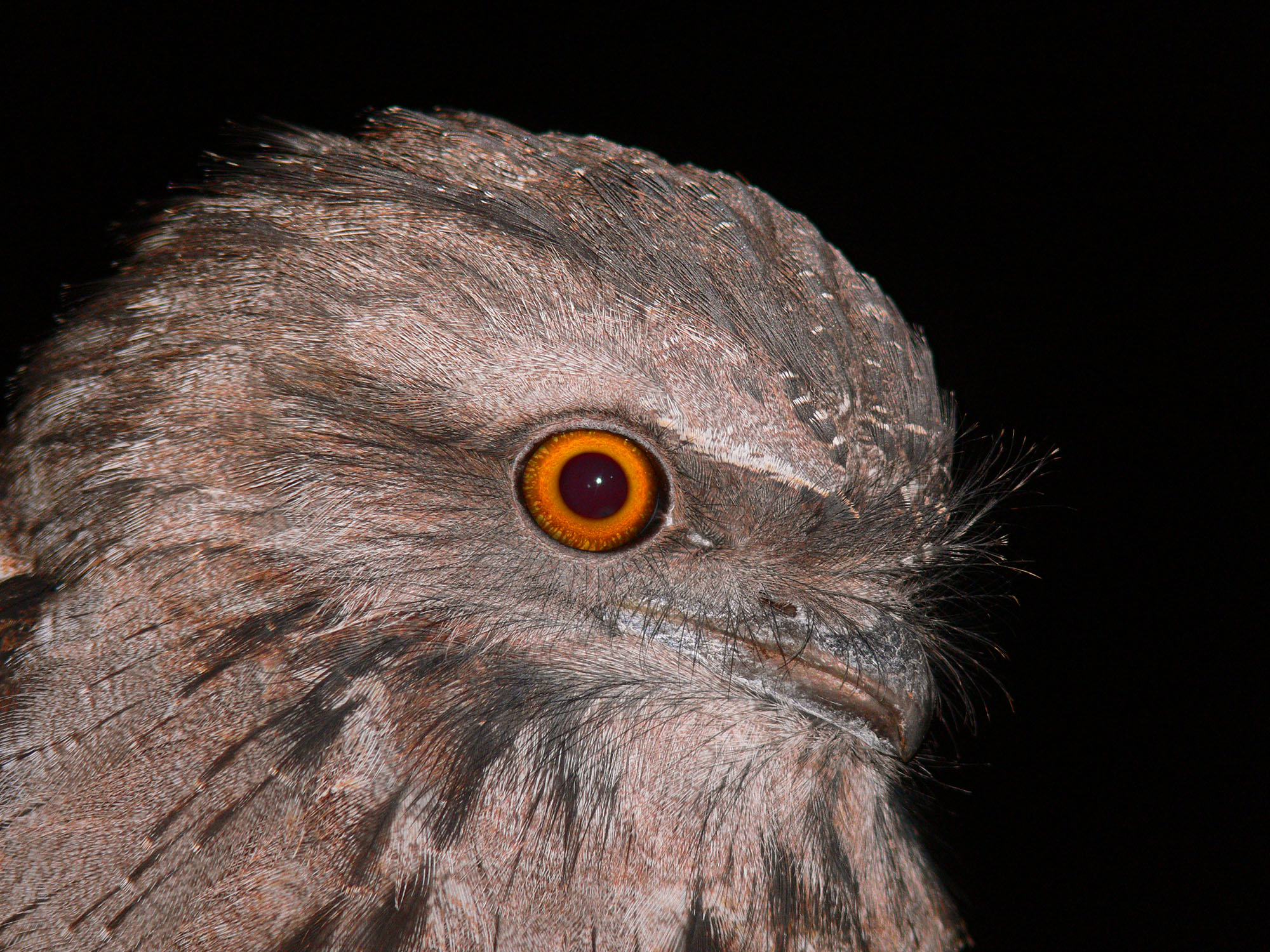
Tête